# Dundas (Toronto Subway)

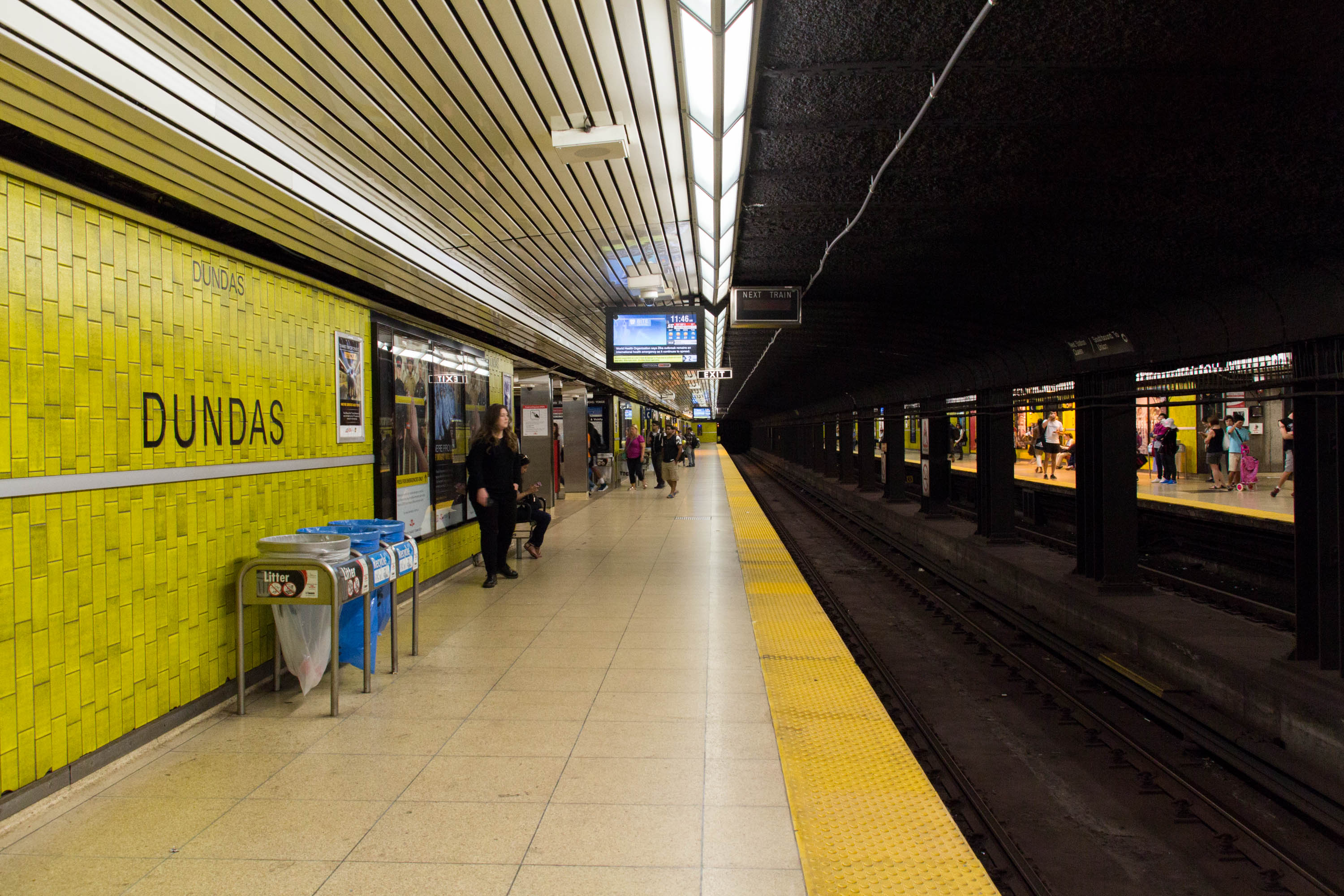
Blick auf die Bahnsteige

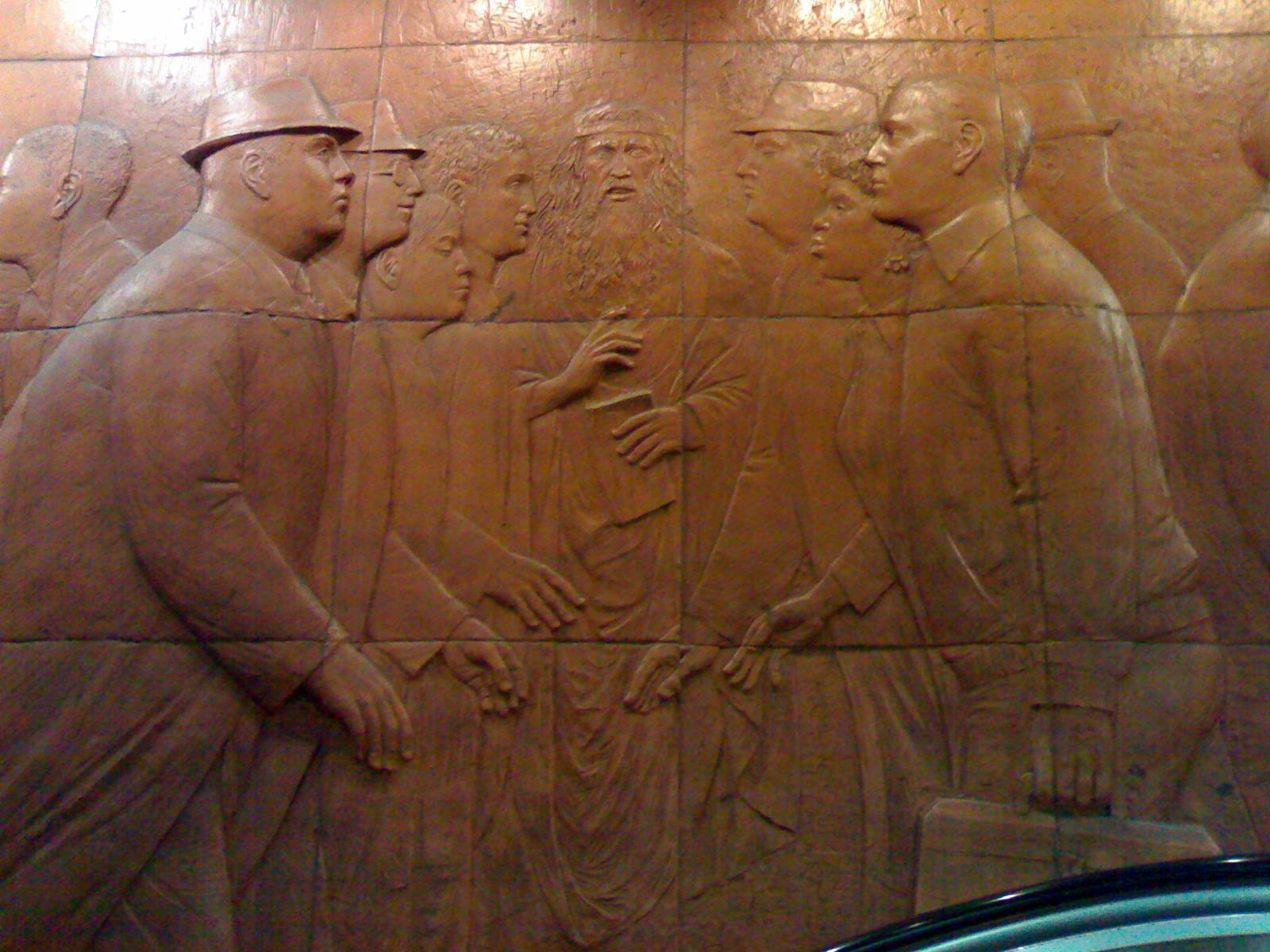
Teil des Wandgemäldes

Dundas ist eine unterirdische U-Bahn-Station in Toronto. Sie liegt an der Yonge-University-Linie der Toronto Subway, an der Kreuzung von Yonge Street und Dundas Street. Die Station besitzt Seitenbahnsteige und wird täglich von durchschnittlich 73.560 Fahrgästen genutzt (2018).
In der Nähe befinden sich die Einkaufszentren Eaton Centre und Atrium on Bay, der Dundas Square, die Ryerson University, die Chinatown, die City Hall, das Canon Theatre und der Busbahnhof Toronto Coach Terminal. Es bestehen Umsteigemöglichkeiten zu einer Buslinien der Toronto Transit Commission und zur Straßenbahnlinie 505. Außerdem ist Dundas eine von fünf Stationen, die mit dem PATH-Tunnelsystem verbunden sind. Die Eröffnung der Station erfolgte am 30. März 1954 zusammen mit dem Abschnitt Union – Eglinton, der ältesten U-Bahn auf kanadischem Boden.
Dundas ist die einzige Station, deren Bahnsteige nicht über eine gemeinsame Verteilerebene erreichbar sind, sondern nur direkt von der Straße aus. Grund dafür sind die engen Platzverhältnisse und die schwierige geologische Situation. Das Terrakotta-Wandgemälde Cross Section von William McElcheran verziert den nordwestlichen Eingang. Es zeigt Haustiere, einkaufende Menschen, Geschäftsleute und sonstige Pendler.